# The Battle of Maida, an Epic Poem

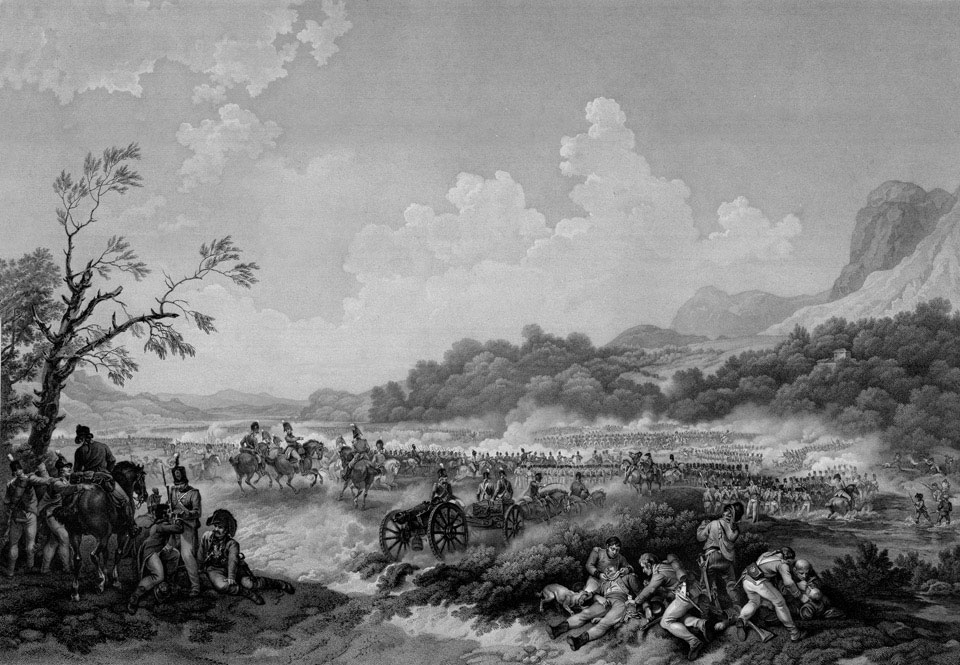
Philipp Jakob Loutherbourg Młodszy, Bitwa pod Maidą

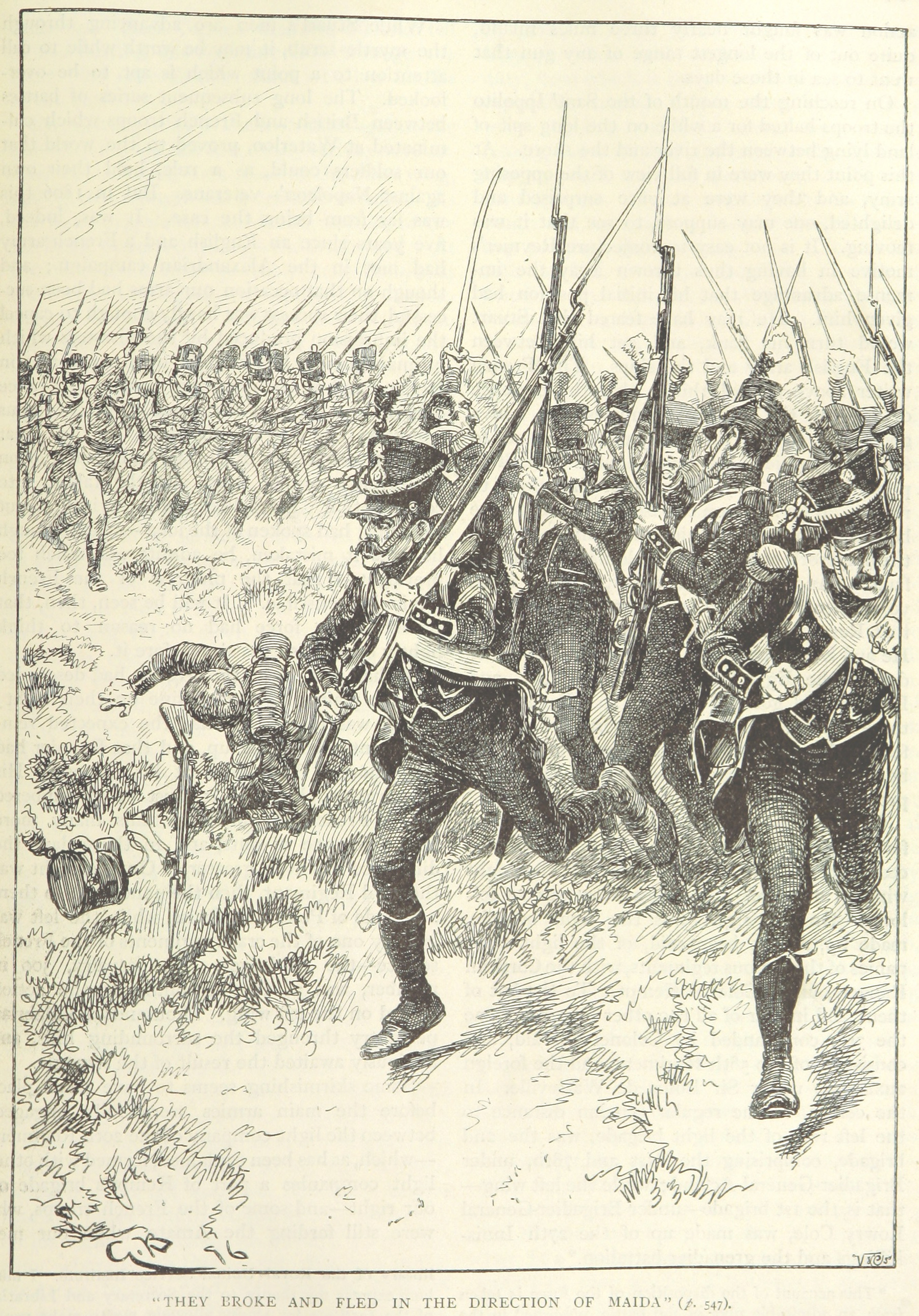
Starcie oddziałów piechoty w bitwie pod Maidą

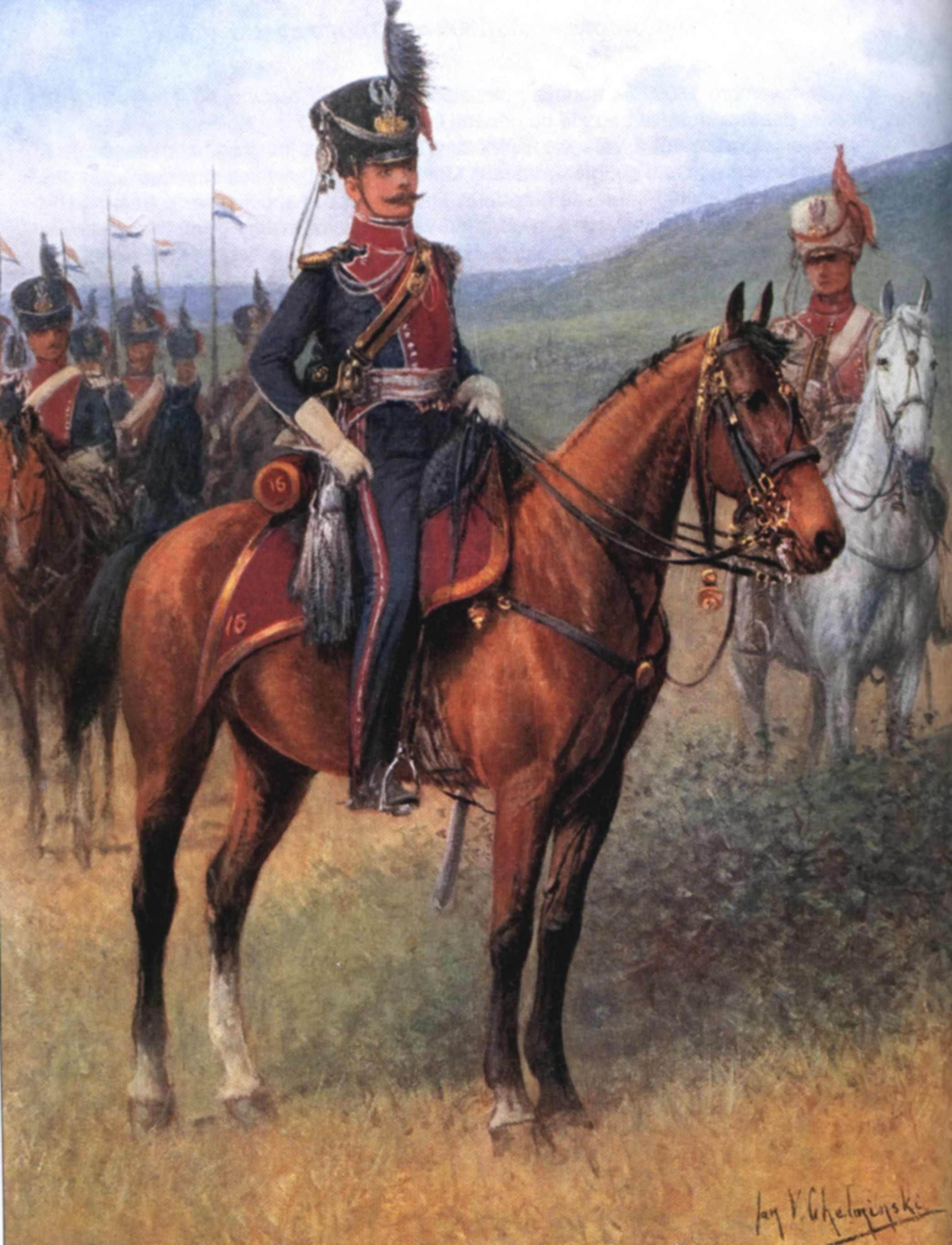
Ułan polski z początku XIX wieku

The Battle of Maida, an Epic Poem – epos batalistyczny angielskiego oficera i poety Richarda Scotta, opublikowany w Londynie w 1808 nakładem oficyny W. Bulmer and Co. Utwór opowiada o epizodzie w wojen napoleońskich, mianowicie o bitwie pod Maidą, która dla Brytyjczyków był prestiżowym sukcesem militarnym, ponieważ była jedynym lądowym starciem, w którym oddziały angielskie pokonały armię francuską, a właściwie francusko-polską. Bitwa rozegrała się 4 lipca 1806. Maida jest niewielkim miastem położonym w Kalabrii w południowych Włoszech. Poemat został napisany parzyście rymowanym pentametrem jambicznym (heroic couplet).

Or George’s councils and of Stuart’s arms,
Of royal grace, Sicilia’s loud alarms;
Of British valour, Europe’s patriot King,
In loftiest strains the British Bard would sing.
Nor thou, O Addison, Great Marlborough’s Muse,
To aid her strains thy warlike notes refuse;
But whilst she trembles o’er thy burning lays,
Teach her to sound each British hero's praise!
Sprung from an ancient line of royal race,
Long Ferdinando reign’d with regal grace;
The twofold sceptre of Sicilia sway'd,
His people bless’d, with ﬁlial awe obey'd;

Zobacz też: Wellington; or, The Mission of Napoleon, an Epic Poem, Wojny napoleońskie